# Anairetes
Az Anairetes a madarak (Aves) osztályának verébalakúak (Passeriformes) rendjébe és a királygébicsfélék (Tyrannidae) családjába tartozó nem. Régebben az Uromyias nembe sorolt két faj is ide sorolták.

## Rendszerezésük
A nemet Heinrich Gottlieb Ludwig Reichenbach német botanikus és ornitológus írta le 1850-ben, az alábbi fajok tartoznak ide:
- Anairetes nigrocristatus
- Anairetes reguloides
- Anairetes alpinus
- Anairetes flavirostris
- Anairetes parulus
- Anairetes fernandezianus

## Előfordulásuk
Dél-Amerikában, főleg az Andok területén honosak. Természetes élőhelyeik a szubtrópusi és trópusi száraz erdők, esőerdők és cserjések.

## Megjelenésük
Testhosszuk 9-13 centiméter körüli.